# Zijschuiving

Verschillende breuktypes
A. Zijschuiving
B. Afschuiving
C. Overschuiving

Een zijschuiving (Engels: strike-slip fault) is een breuk waarbij beide zijden horizontaal (lateraal) ten opzichte van elkaar bewegen. Het breukvlak zelf heeft meestal een (sub)verticale oriëntatie en op het vlak zijn vaak striae of slickensides te vinden. 
Grote zijschuivingen op Aarde treft men aan langs de grenzen tussen tektonische platen (met name transforme plaatgrenzen). Dit type horizontaalverschuiving worden transformbreuken genoemd. Een bekend voorbeeld hiervan is de San Andreasbreuk in Californië, die actief is op de plaatgrens van de Noord-Amerikaanse en de Juan de Fuca-plaat.

## Bewegingsrichting
De bewegingsrichting langs een zijschuiving is altijd sinistraal (links-lateraal) of dextraal (rechts-lateraal). De bewegingsrichting is te beschrijven door aan een zijde van de breuk te gaan staan en te kijken naar welke kant het andere blok beweegt. Bij een dextrale breuk beweegt dat naar rechts, bij een sinistrale breuk naar links.
De bewegingsrichting is in ontsluiting soms te bepalen aan de hand van de striaties en/of de groei van mineralen op het breukvlak.